# Tianqi Lithium
Tianqi Lithium est une entreprise chinoise spécialisée dans l'extraction de lithium.

## Histoire
En décembre 2018, Tianqi annonce l'acquisition d'une participation de 23,77 % dans Sociedad Química y Minera de Chile, un producteur chilien de lithium, pour 4,1 milliards de dollars.